# Muonionalusta
Muonionalusta is een dorp binnen de Zweedse gemeente Pajala. Het dorp is gelegen op een eiland, waar de Muonio, de Merasrivier en de Finse Kangosjoki samenvloeien. Het is de Zweedse tegenhanger van het veel grotere Finse Muonio aan de overzijde van de Muoniorivier. De afstand tussen de dorpen is ongeveer 7 kilometer. De Zweedse weg 404 tussen de dorpen is een van de weinige wegen, die een verbinding tot stand brengen tussen Zweden en Finland.
Aareavaara · Anttis · Huukki · Isovaara · Jarhois · Juhonpieti en Erkheikki · Junosuando · Kainulasjärvi · Kangos · Kardis · Kassa · Kätkesuando · Käymäjärvi · Kaunisvaara · Kengis · Kenttä · Keräntöjärvi · Kieksiäisvaara · Kiilarova · Kihlanki · Kitkiöjärvi · Kitkiöjoki · Kolari · Kompelusvaara · Korpilombolo · Kurkkio · Lahenpää · Lahnajärvi · Lautakoski · Liviöjärvi · Lovikka · Männikkö · Muonionalusta · Muodoslompolo · Narken · Nuuksujärvi · Ohtanajärvi · Oksajärvi · Pääjärvi · Pajala · Parkalompolo · Pentäsjärvi · Peräjävaara · Pimpiö · Ristimella · Ruosteranta · Sahavaara · Saittarova · Salmijärvi · Särkimukka · Sattajärvi · Selkäjärvi · Suaningi · Talinen · Tärendö · Teurajärvi · Torinen · Törmäsniva · Tornefors